# تساغکادزور

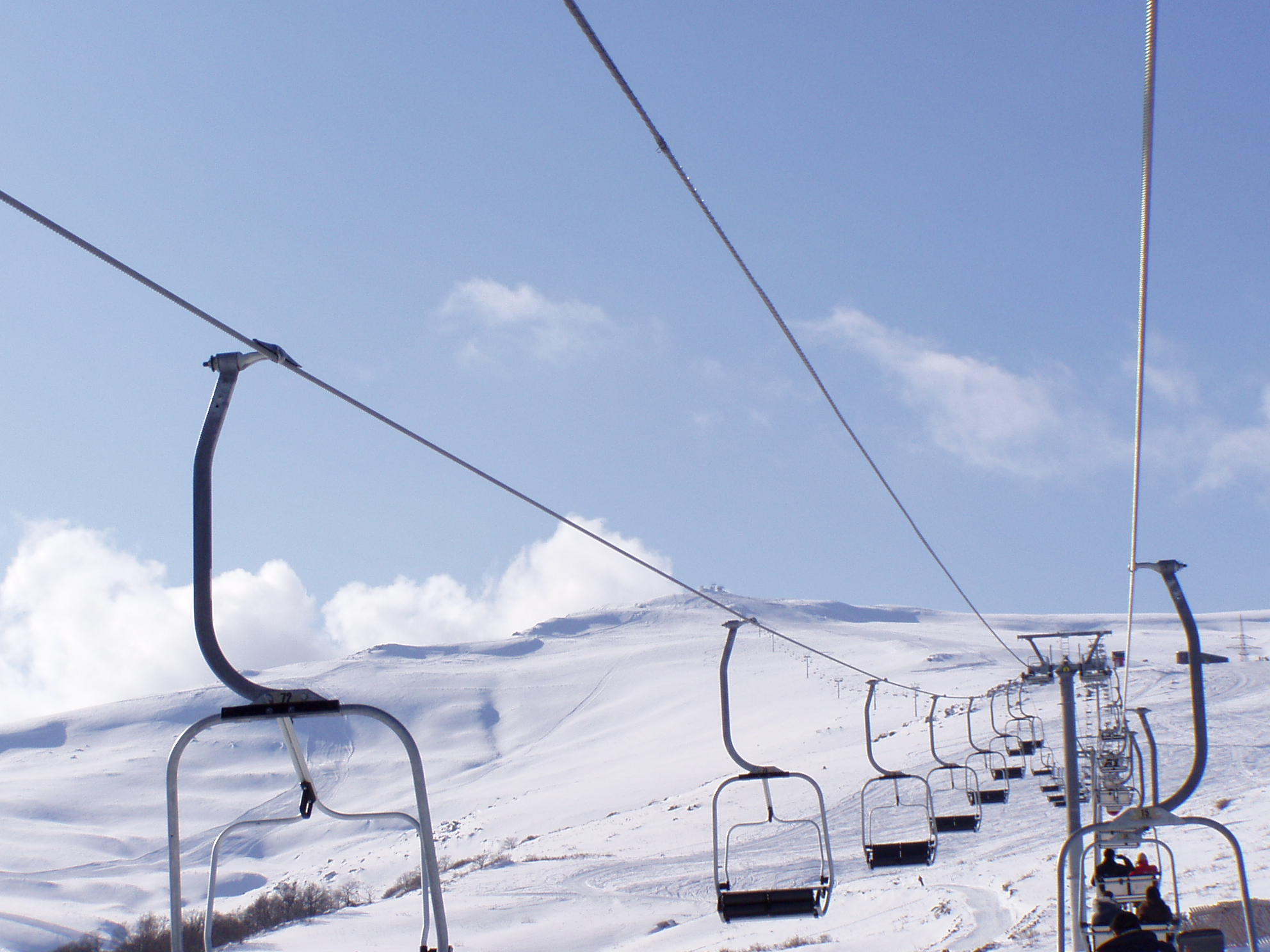

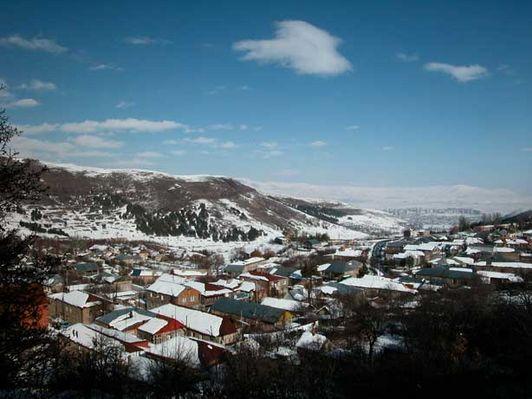
نمای زمستانی

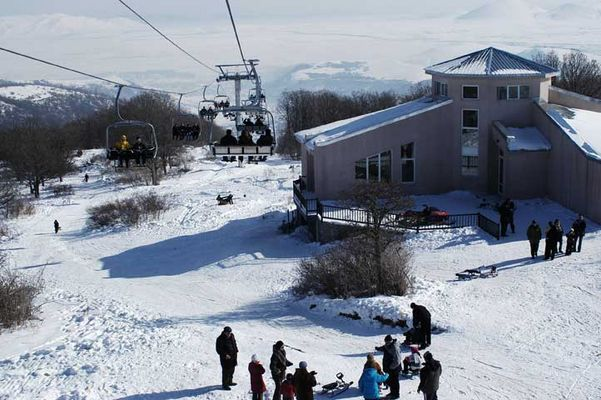
زمستان در تساغکادزور

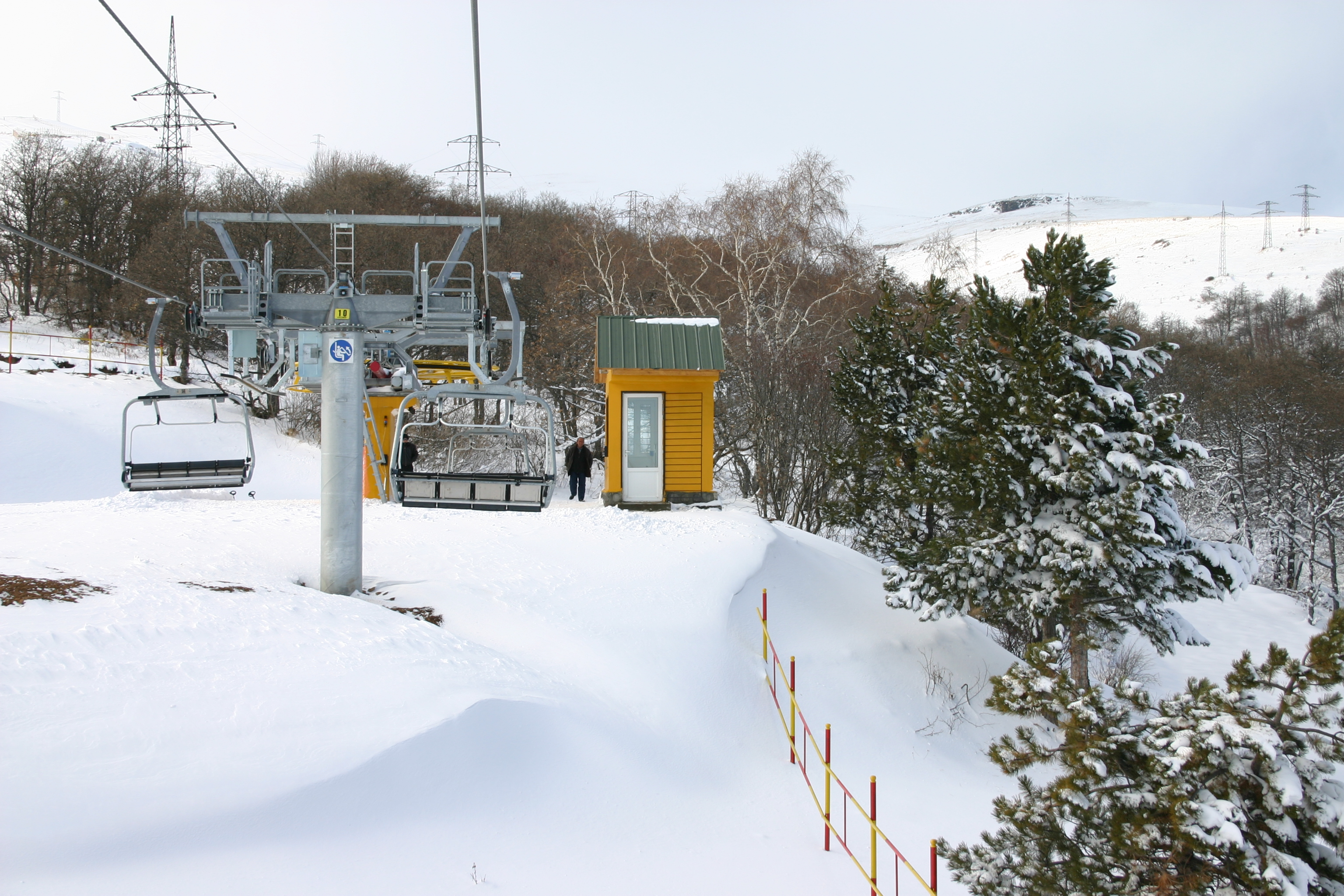
The first ski lift

تساغکادزور (به ارمنی: Ծաղկաձոր) یک شهر در ارمنستان است که در استان کوتایک واقع شده‌است.  در  کیلومتری شمال هرازدان، مرکز استان کوتایک واقع شده است.

## جغرافیا و آب و هوا
تساغکادزور ۴ کیلومترمربع مساحت و ۱٬۲۵۶ نفر جمعیت دارد و ۱٬۸۴۱ متر بالاتر از سطح دریا واقع شده‌است.  
کوه تغنیس، vertical drop ۸۵۰متر/۲٬۷۹۰فوت

## جمعیت‌شناسی
این گاهشمار جمعیت تساغکادزور را از سال ۱۸۷۳ میلادی نمایش می‌دهد:
| سال   | ۱۸۷۳ | ۱۸۹۷ | ۱۹۲۶ | ۱۹۳۹ | ۱۹۵۹  | ۱۹۷۶  | ۱۹۸۹  | ۱۹۹۱  | ۲۰۰۱  | ۲۰۱۱  | ۲۰۱۶ |
| جمعیت | ۱۶۹  | ۳۴۵  | ۶۱۸  | ۶۵۴  | ۱٬۰۲۹ | ۲٬۰۰۰ | ۳٬۳۵۰ | ۲٬۹۰۰ | ۱٬۶۱۸ | ۱٬۲۵۶ | ۹۰۰  |

## مشاهیر بومی
- وتسیک وارداپت (سده ۱۲ام میلادی), معمار دوره قرون وسطی.
- خاچاطور کچارتسی (۱۲۶۰–۱۳۳۱), شاعر دوره قرون وسطی.
- لوون اوربلی (۱۸۸۲–۱۹۵۸), فیزیولوژیست ارمنستان شوروی.

## Sister cities
- Font-Romeu-Odeillo-Via, فرانسه[۴]

## جاذبه‌های تاریخی

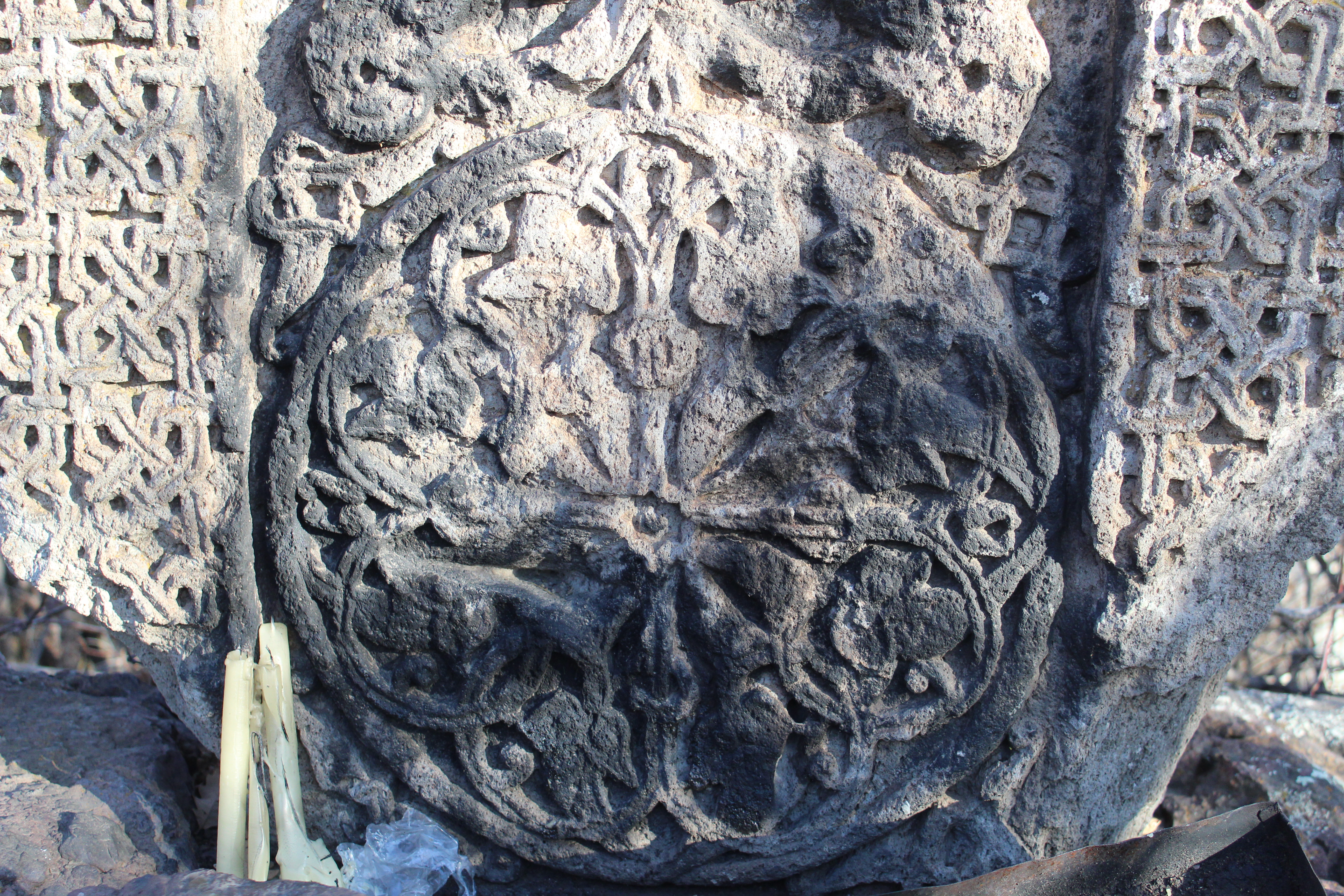
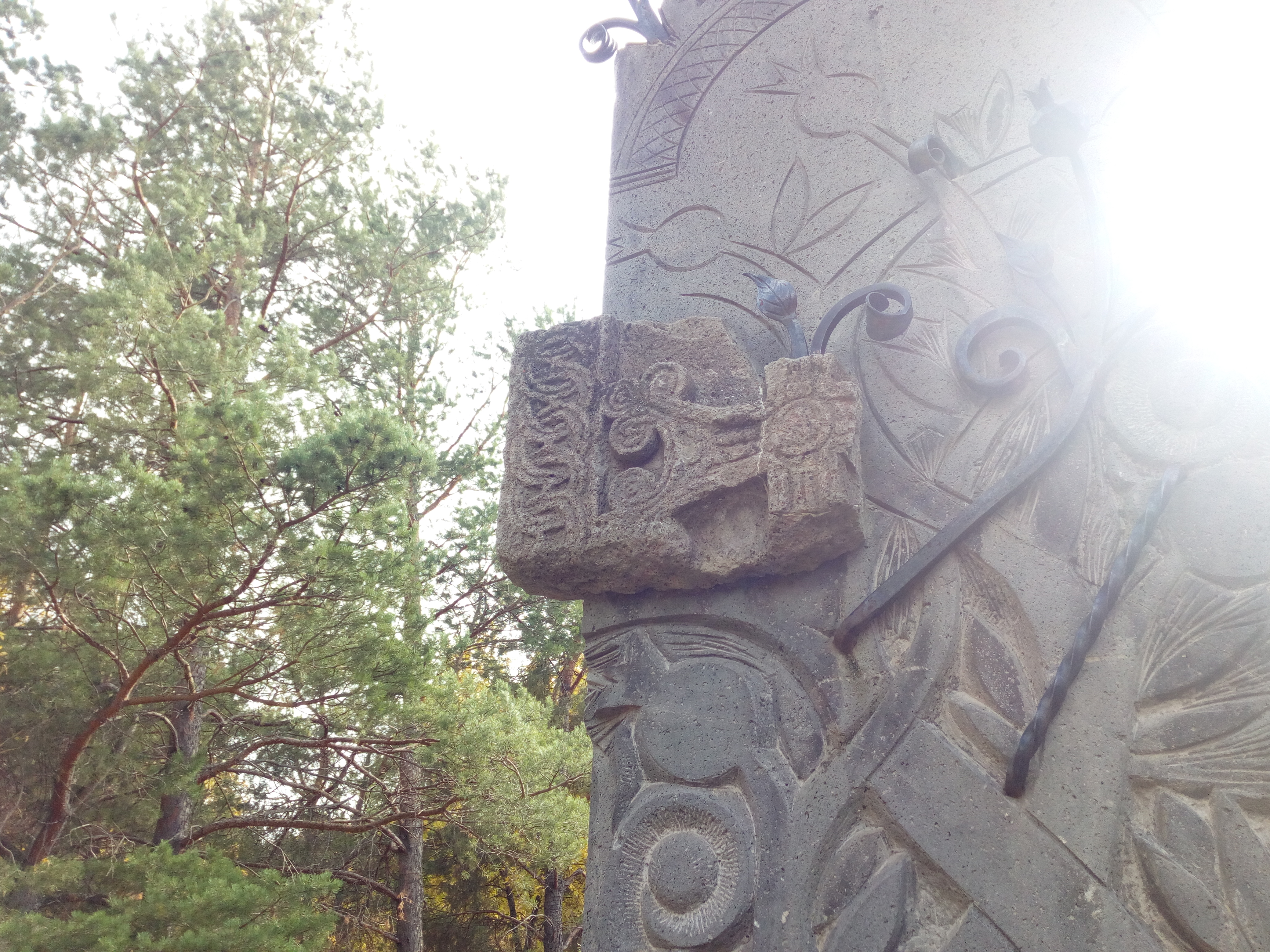
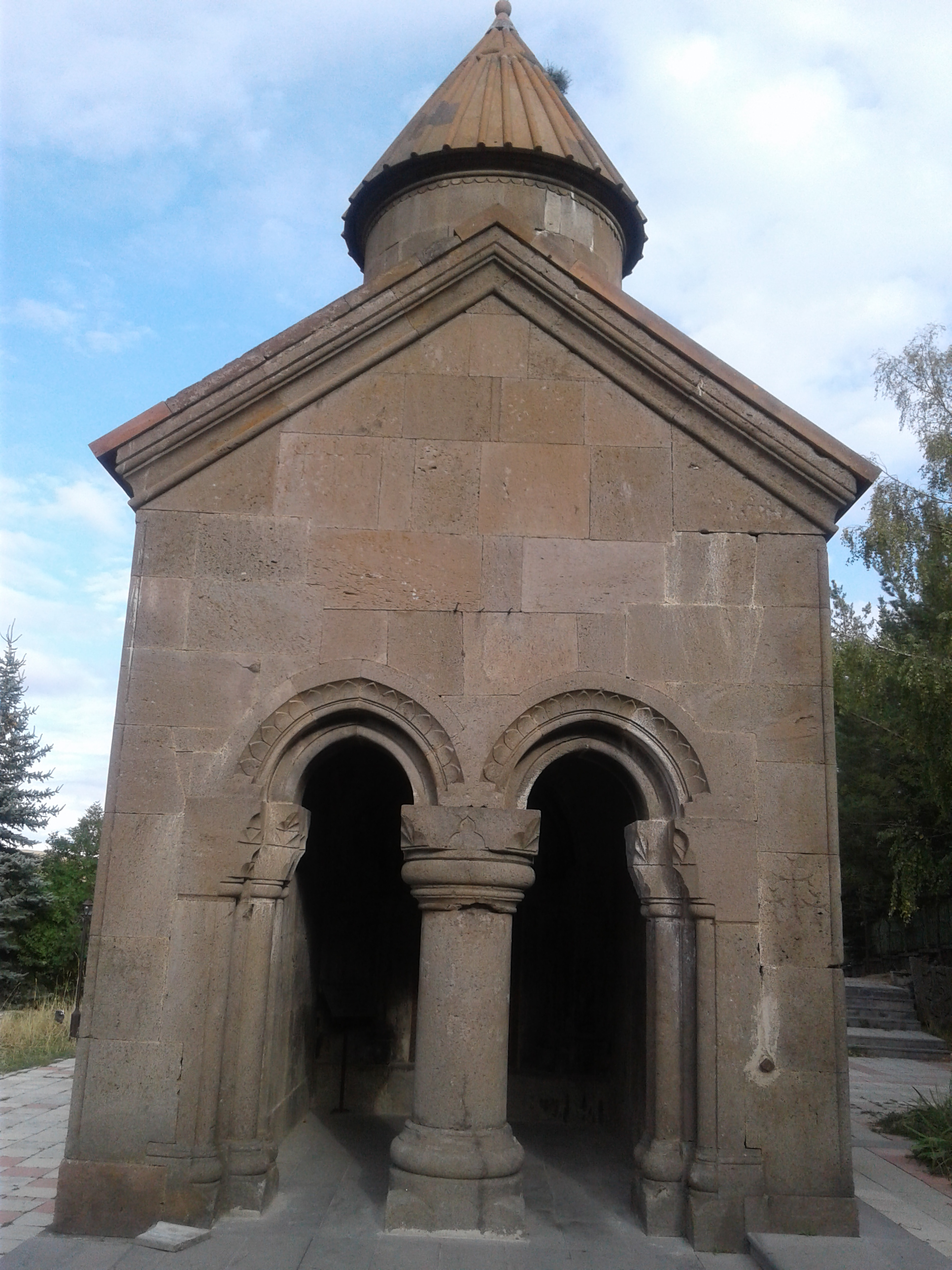
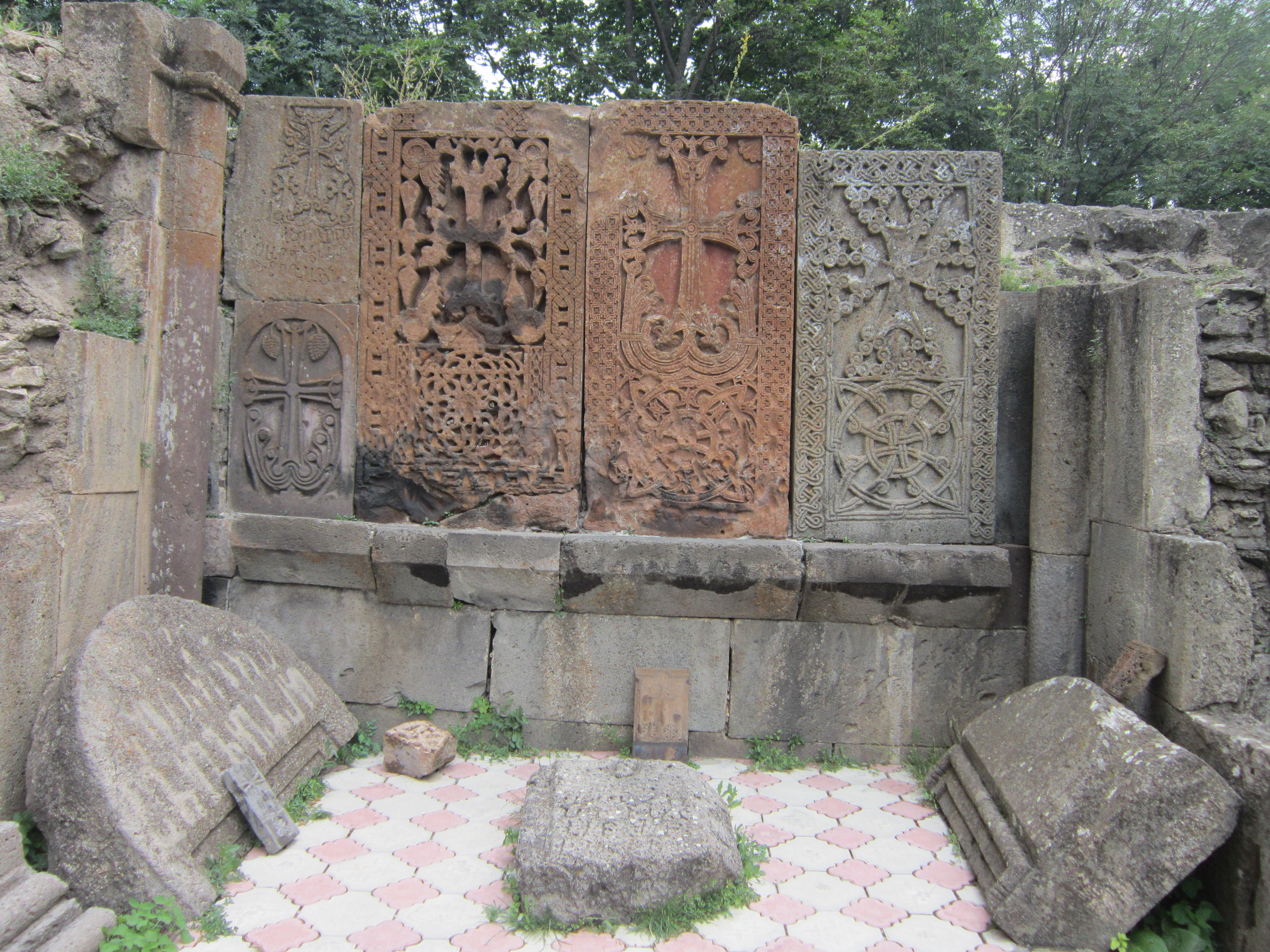
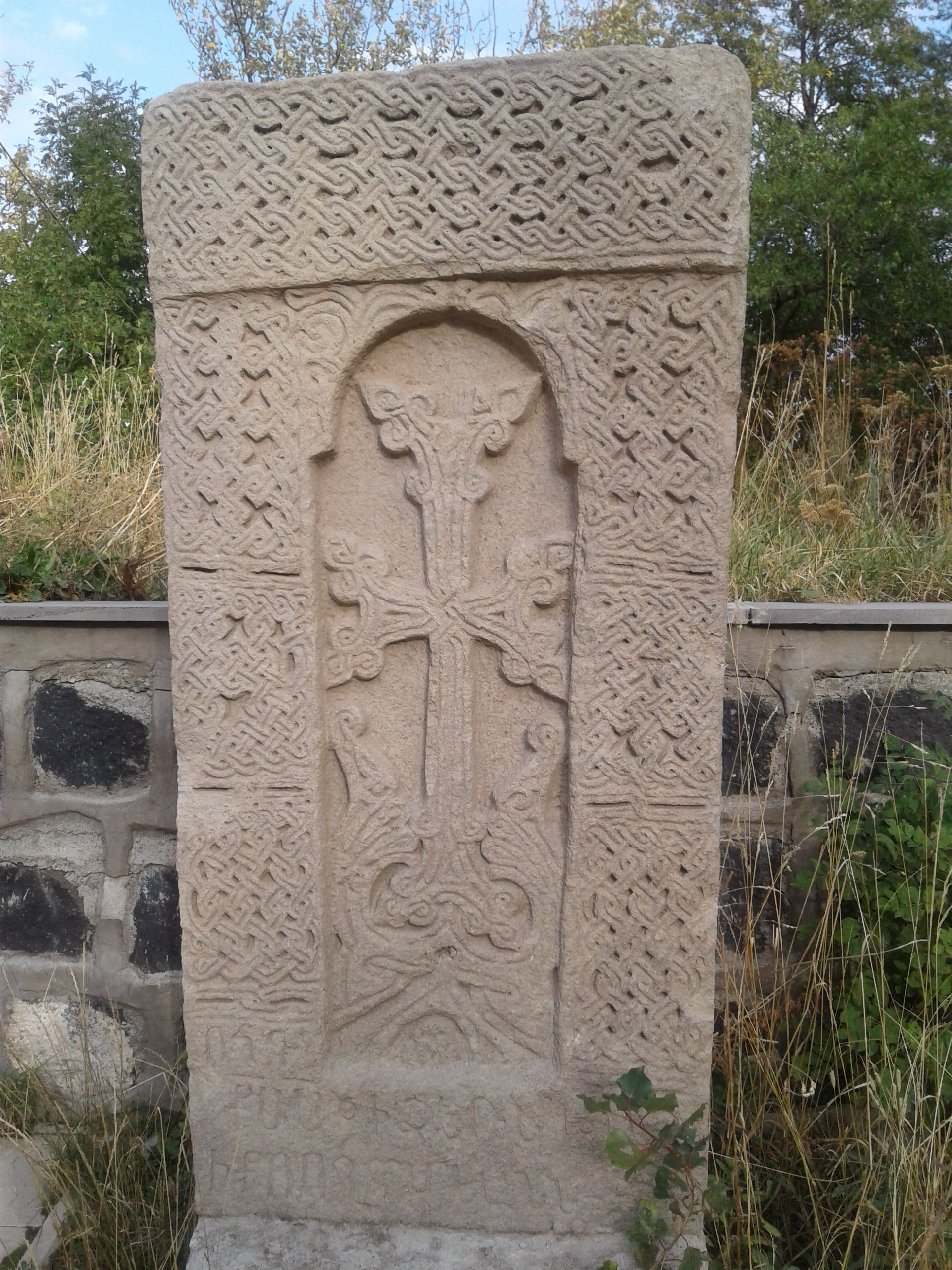
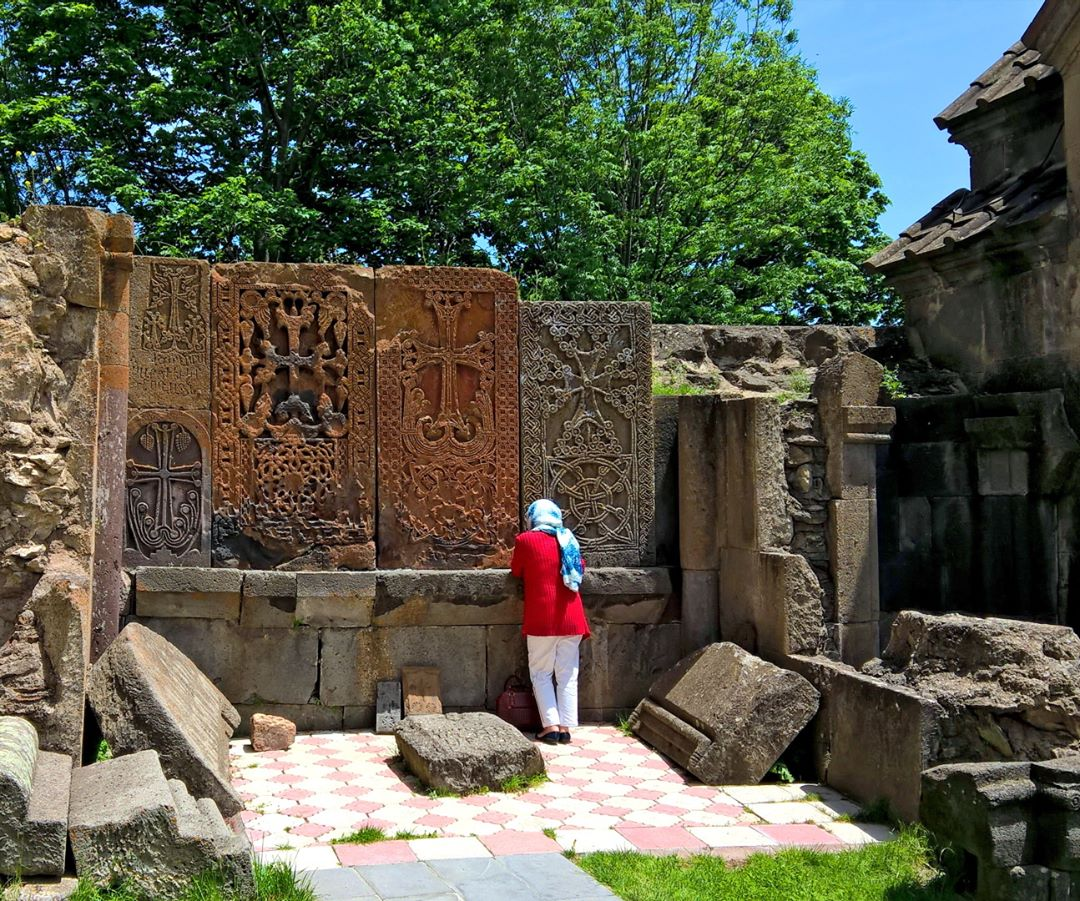
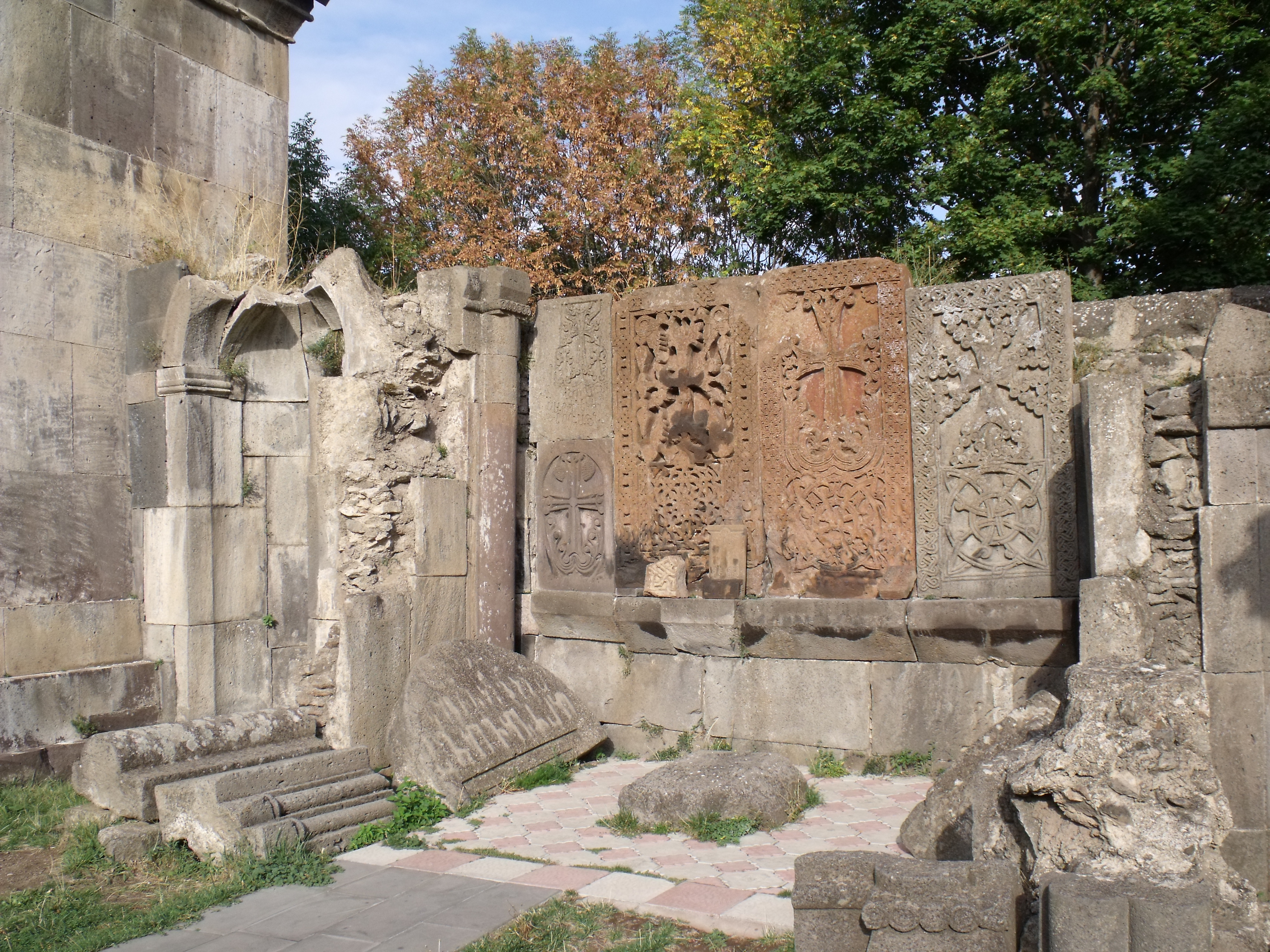
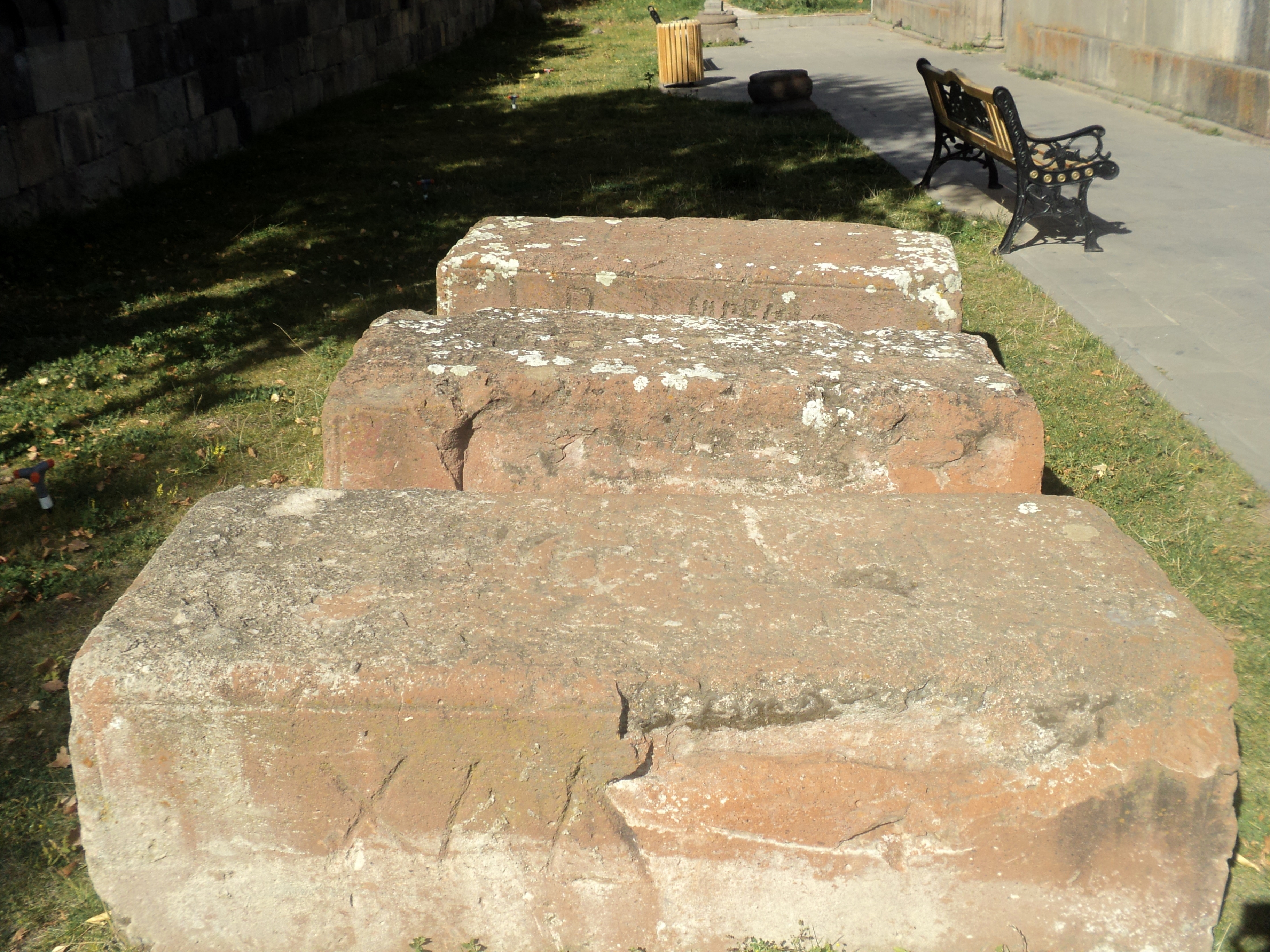
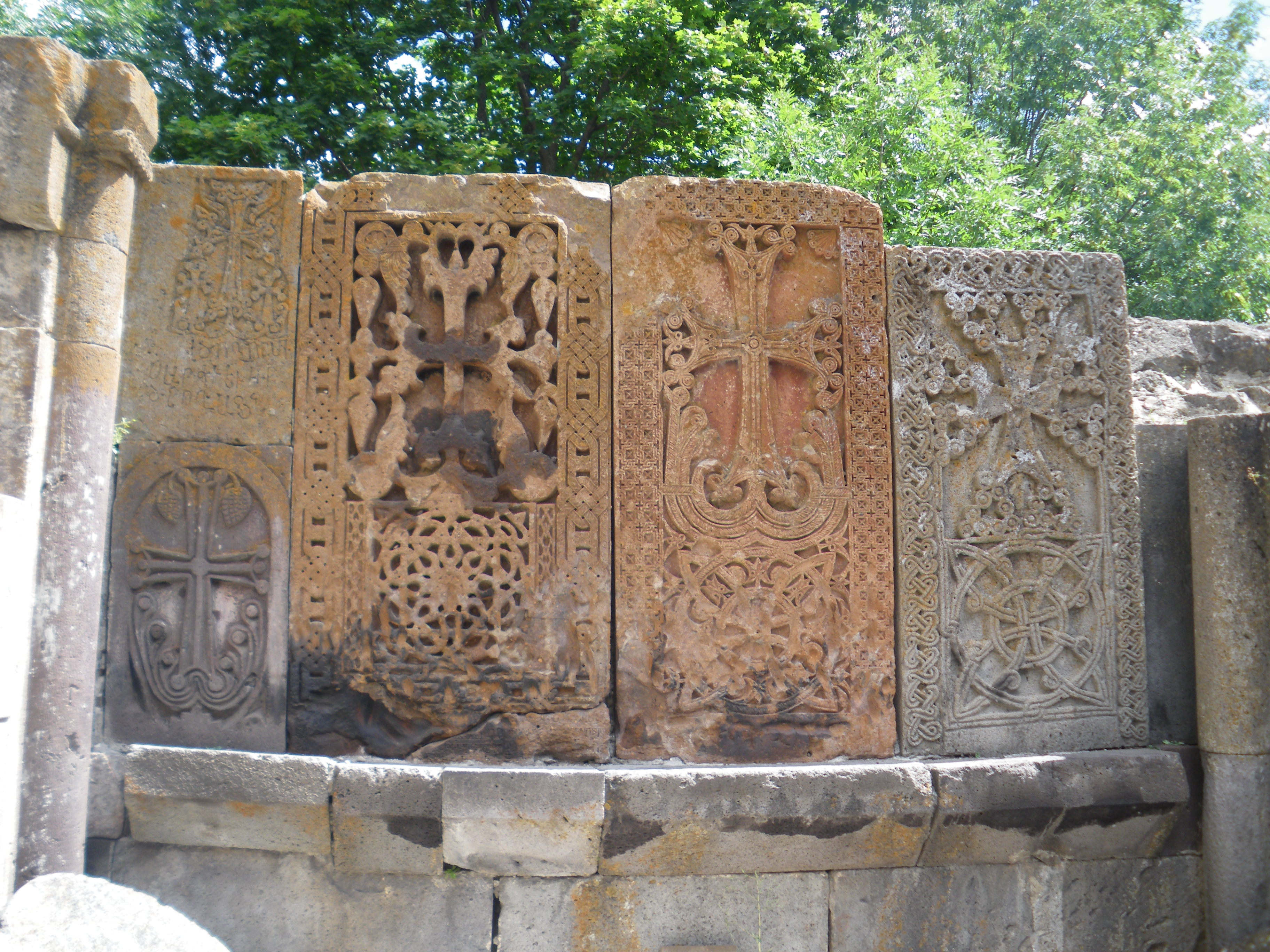
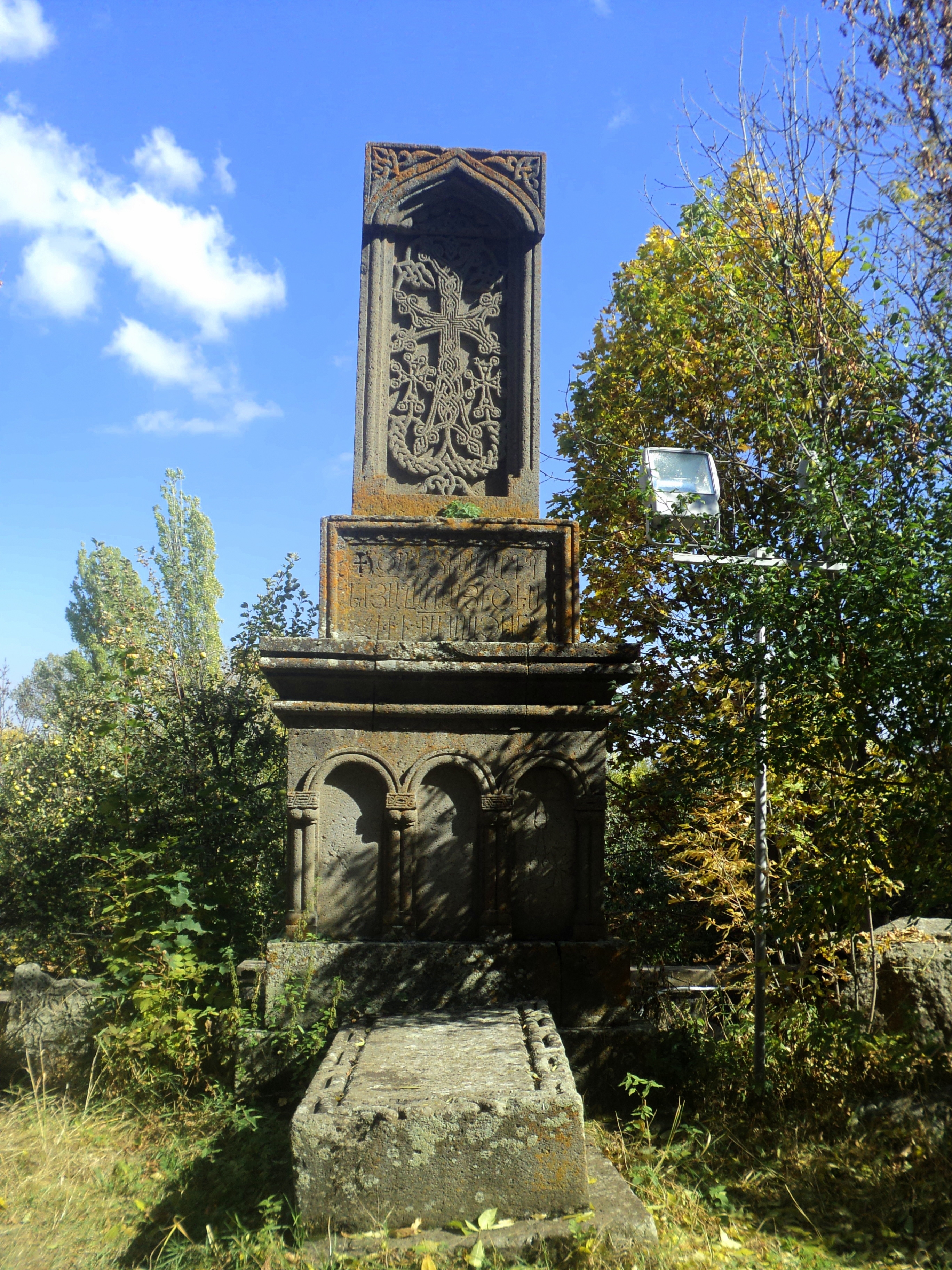